# Gymnocalycium
Gymnocalycium là một chi xương rồng Nam Mỹ. Tên của chi Gymnocalycium (từ tiếng Hy Lạp, "calyx trần trụi") chỉ nụ hoa không có lông hoặc gai.
Khu vực phân bố chính ở Argentina, một phần Uruguay, Paraguay, nam Bolivia và một phần Brazil. Phần lớn các loài đều có kích thước nhỏ từ 4 đến 15 cm. Trong ngành trồng cây cảnh, chúng khá phổ biến và hoa thường có màu tươi thắm. Khi nhiệt độ dưới 10 °C (50 °F) phải trồng chúng dưới kính với hệ thống sưởi ấm.

## Loài
- Gymnocalycium alboareolatum
- Gymnocalycium amerhauseri
- Gymnocalycium andreae
- Gymnocalycium anisitsii
- Gymnocalycium baldianum
- Gymnocalycium bayrianum
- Gymnocalycium berchtii
- Gymnocalycium bodenbenderianum
- Gymnocalycium bruchii
- Gymnocalycium calochlorum
- Gymnocalycium capillaense
- Gymnocalycium castellanosii
- Gymnocalycium chiquitanum
- Gymnocalycium denudatum
- Gymnocalycium erinaceum
- Gymnocalycium eurypleurum
- Gymnocalycium fischeri
- Gymnocalycium gibbosum
- Gymnocalycium glaucum
- Gymnocalycium horstii
- Gymnocalycium hossei
- Gymnocalycium kieslingii
- Gymnocalycium kroenleinii
- Gymnocalycium marsoneri
- Gymnocalycium mesopotamicum
- Gymnocalycium mihanovichii
- Gymnocalycium monvillei
- Gymnocalycium mostii
- Gymnocalycium neuhuberi
- Gymnocalycium nigriareolatum
- Gymnocalycium nova
- Gymnocalycium ochoterenae
- Gymnocalycium oenanthemum
- Gymnocalycium paraguayense
- Gymnocalycium pflanzii
- Gymnocalycium pugionacanthum
- Gymnocalycium quehlianum
- Gymnocalycium ragonesei
- Gymnocalycium reductum
- Gymnocalycium rhodantherum
- Gymnocalycium ritterianum
- Gymnocalycium robustum
- Gymnocalycium saglionis
- Gymnocalycium schickendantzii
- Gymnocalycium schroederianum
- Gymnocalycium spegazzinii
- Gymnocalycium stellatum
- Gymnocalycium stenopleurum
- Gymnocalycium striglianum
- Gymnocalycium taningaense
- Gymnocalycium uebelmannianum
- Gymnocalycium uruguayense

## Hình ảnh

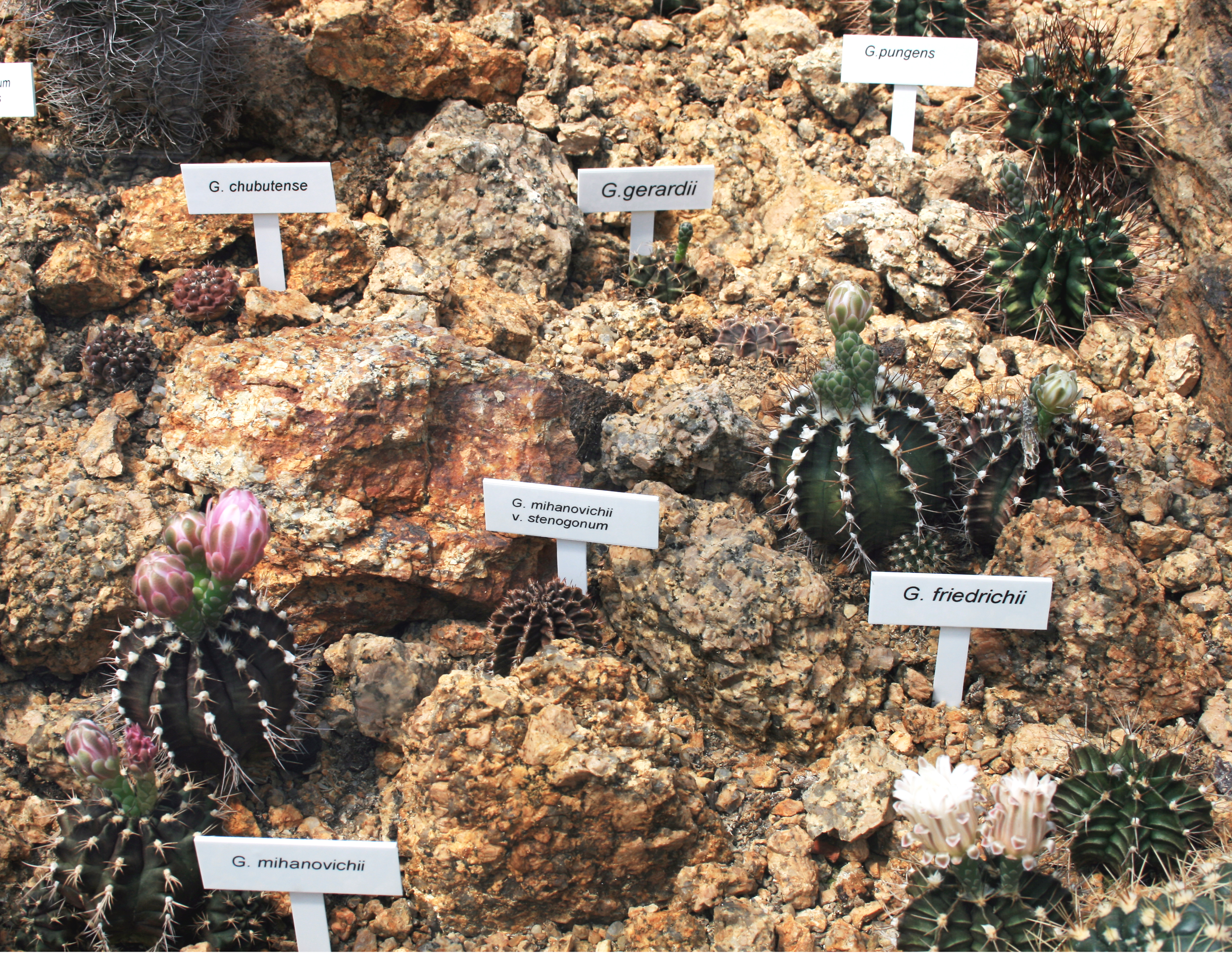
Loài Gymnocalycium từ vườn thực vật Liberec
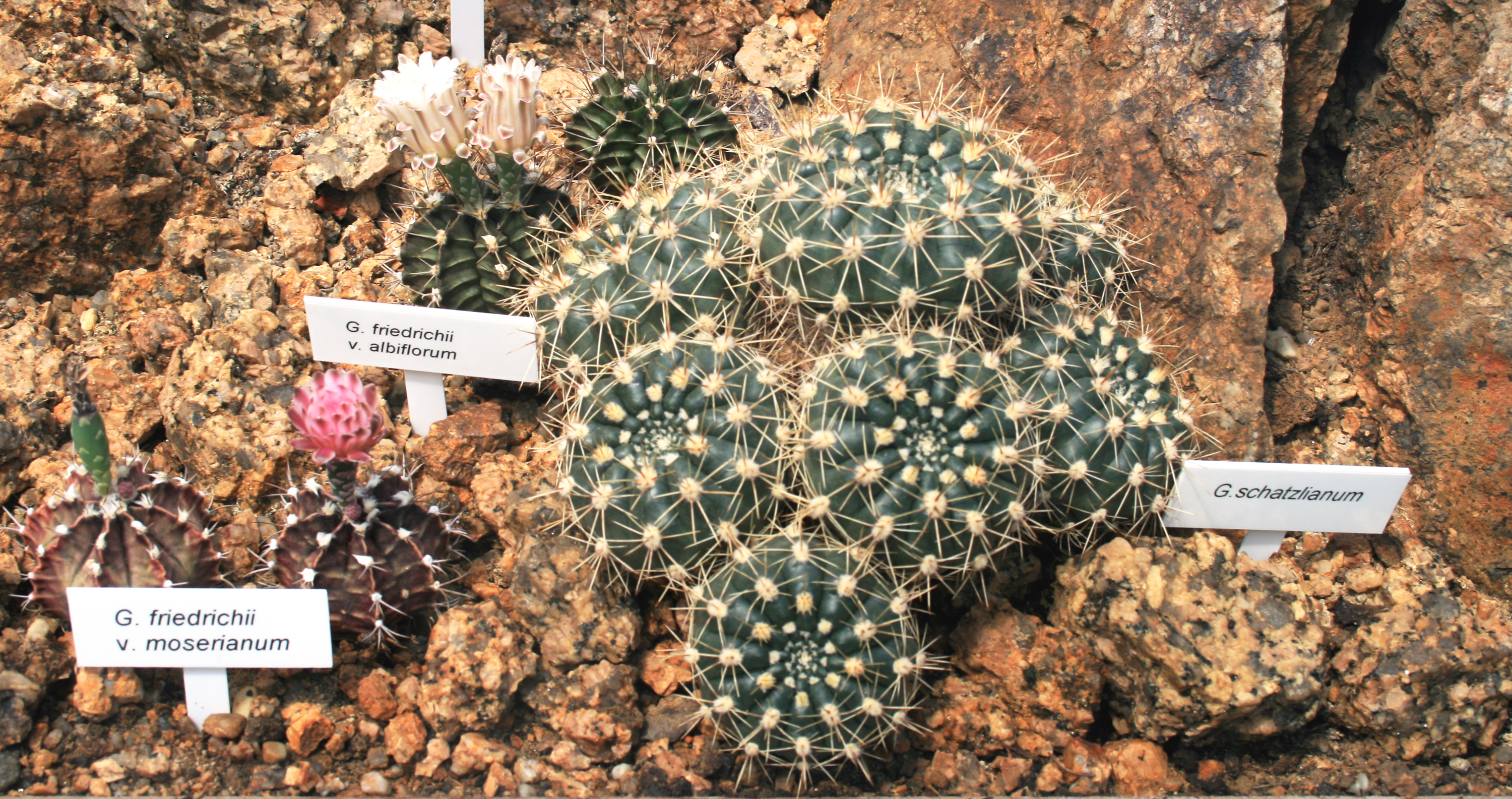
Gymnocalycium từ vườn thực vật Liberec botanical garden
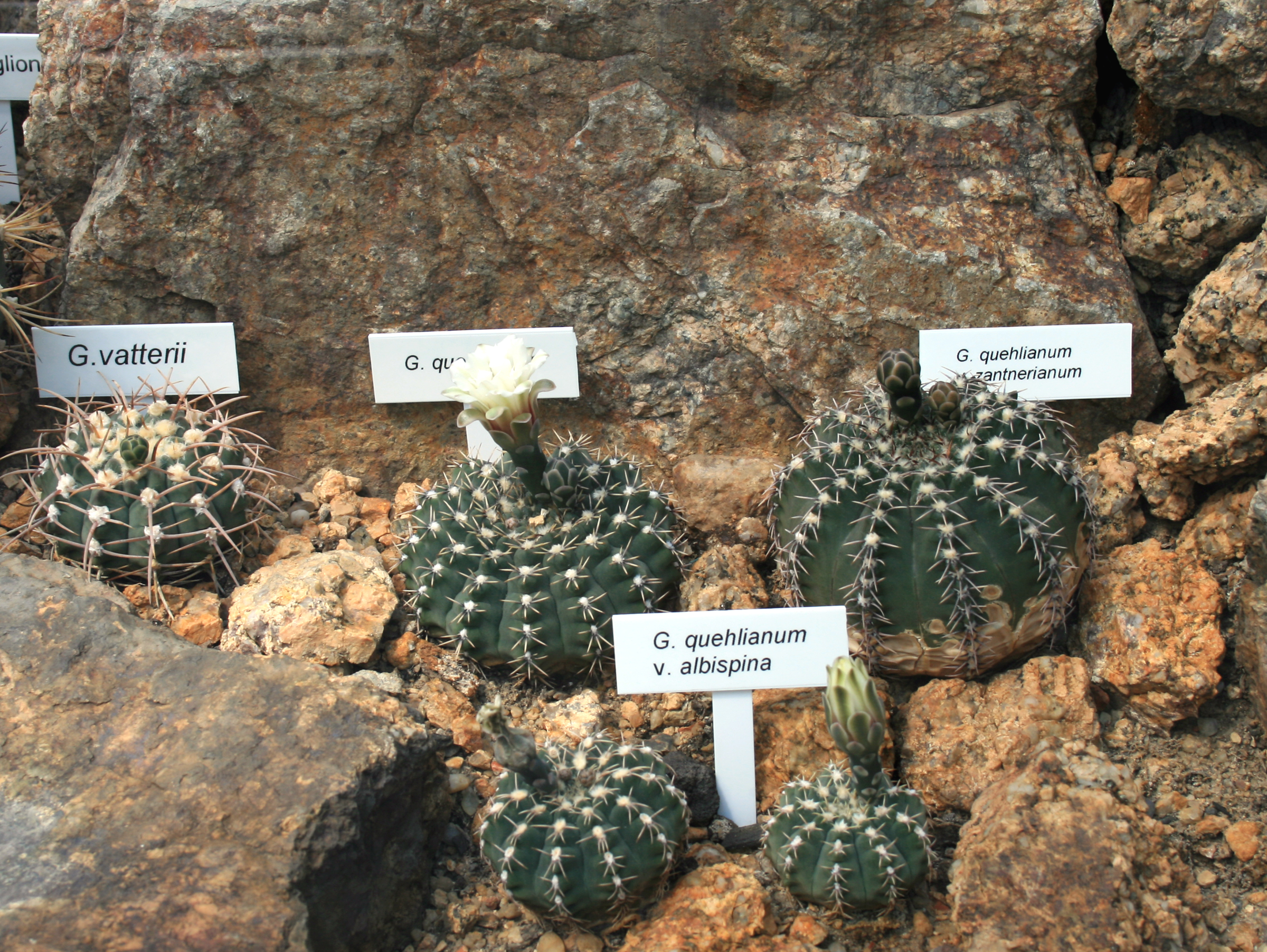
Gymnocalycium từ vườn thực vật Liberec botanical garden
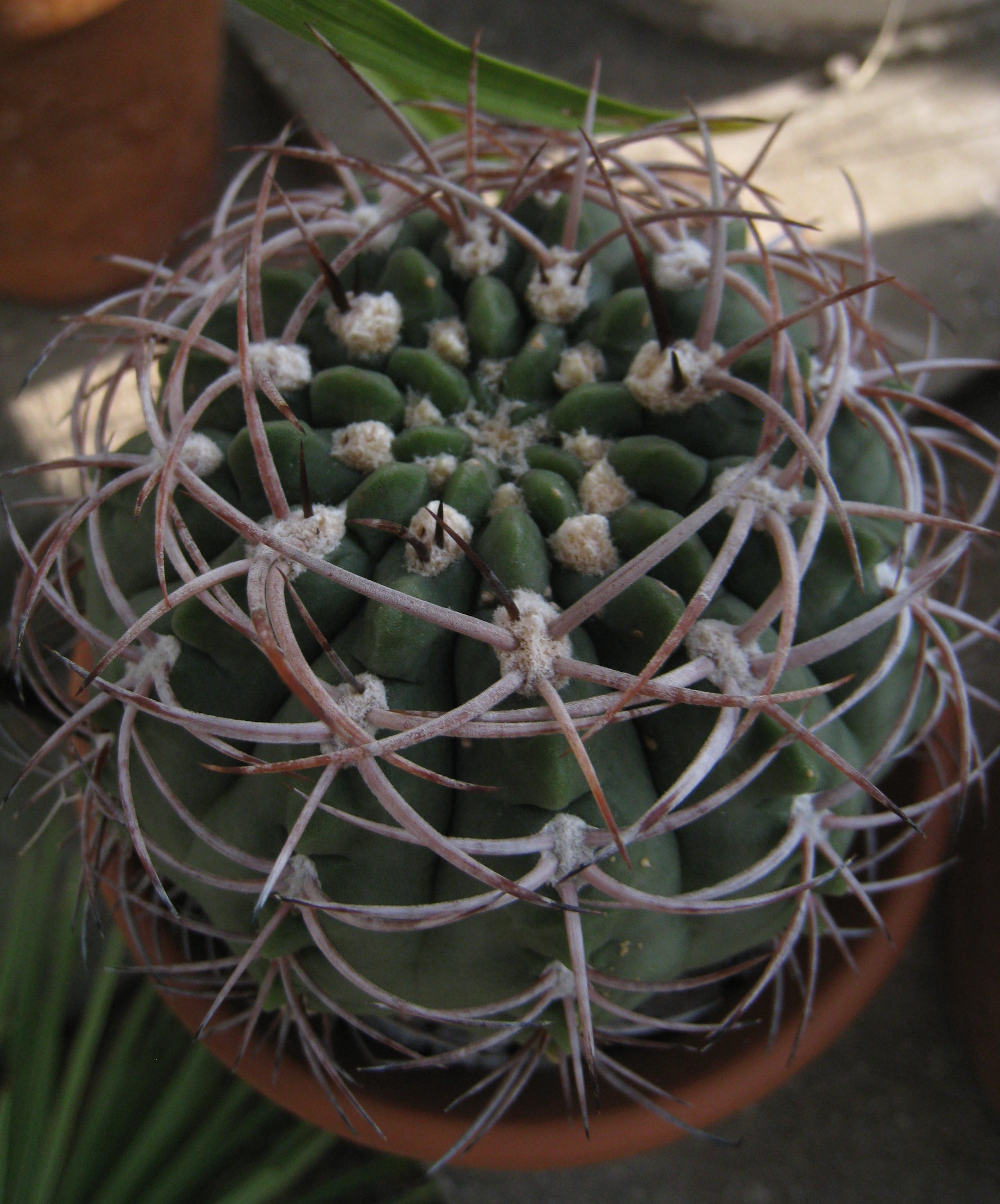
Gymnocalcium oneanthemum từ vườn thực vật Brooklyn
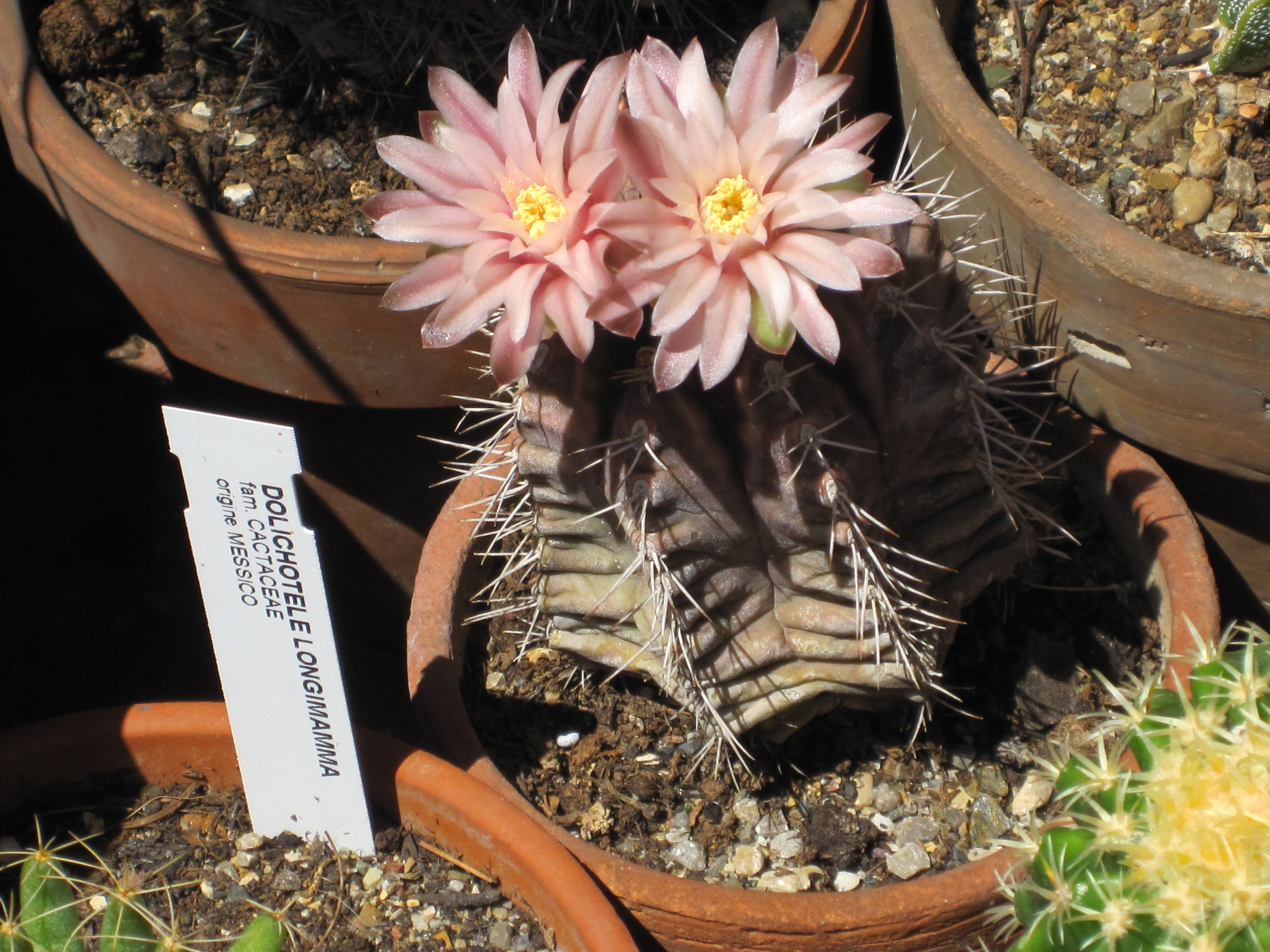
Gymnocalycium mihanovichii nở hoa
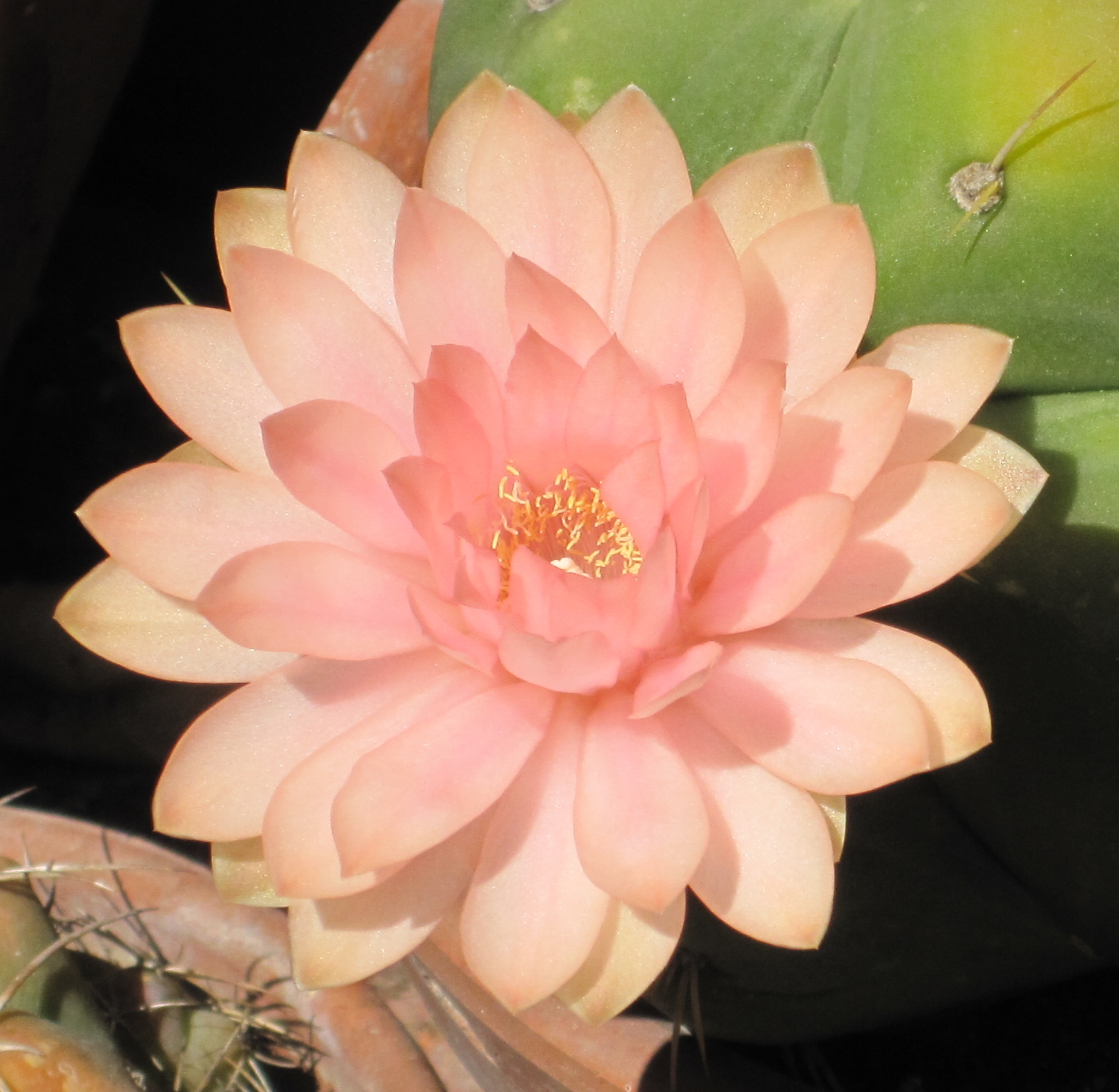
Hoa Gymnocalycium horstii
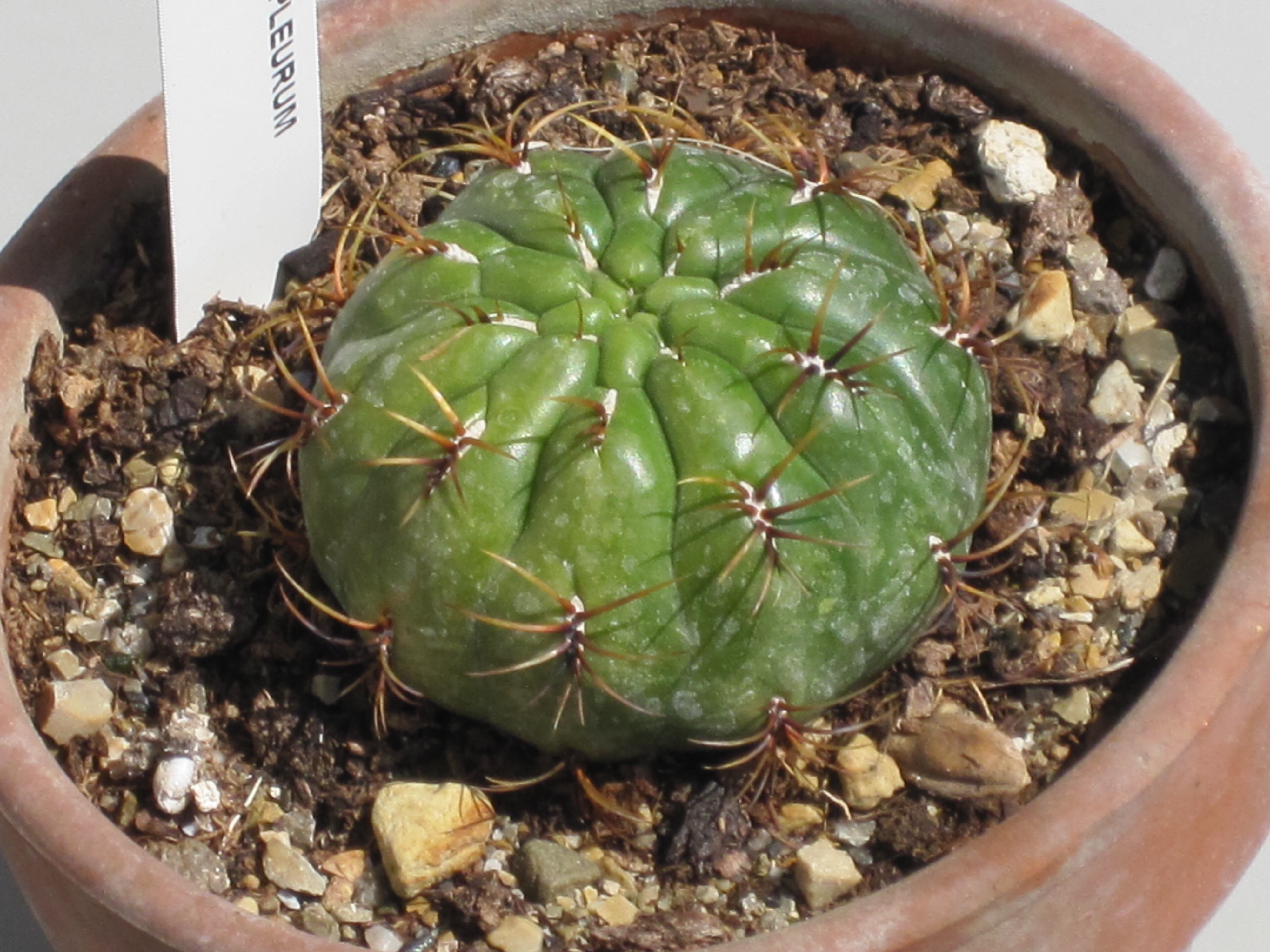
Gymnocalycium eurypleurum
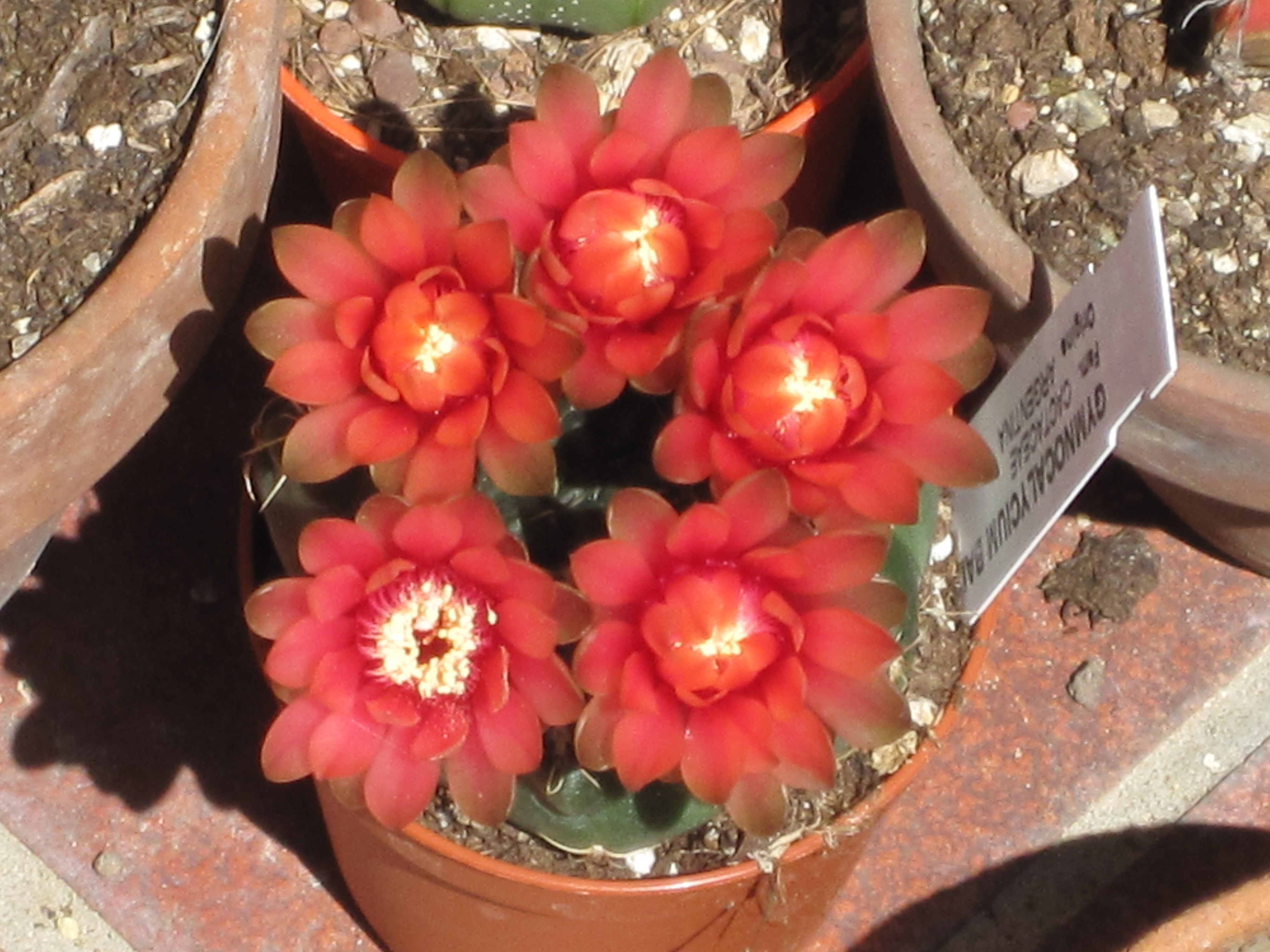
Gymnocalycium baldianum nở hoa
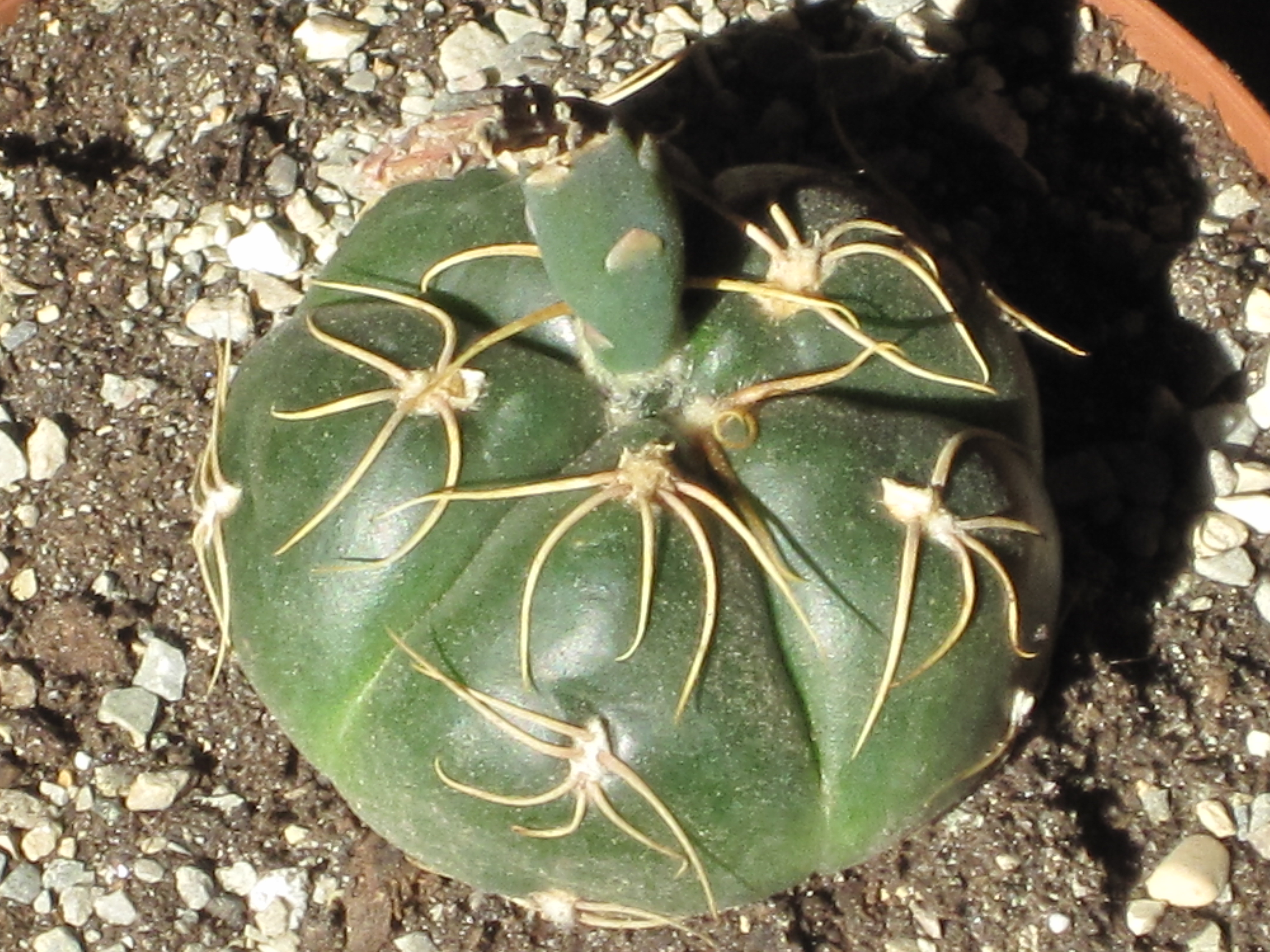
Gymnocalycium denudatum
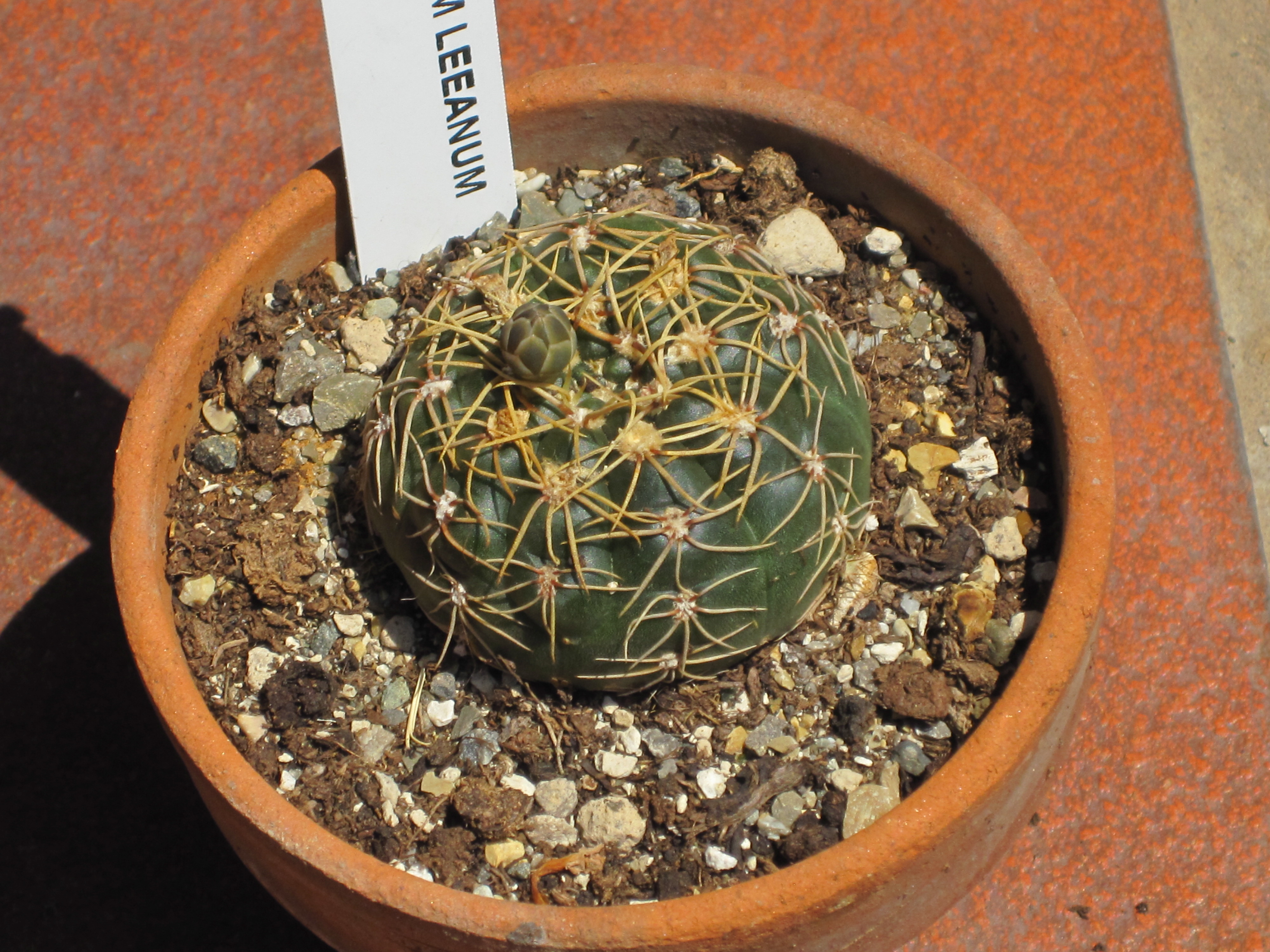
Gymnocalycium leeanum
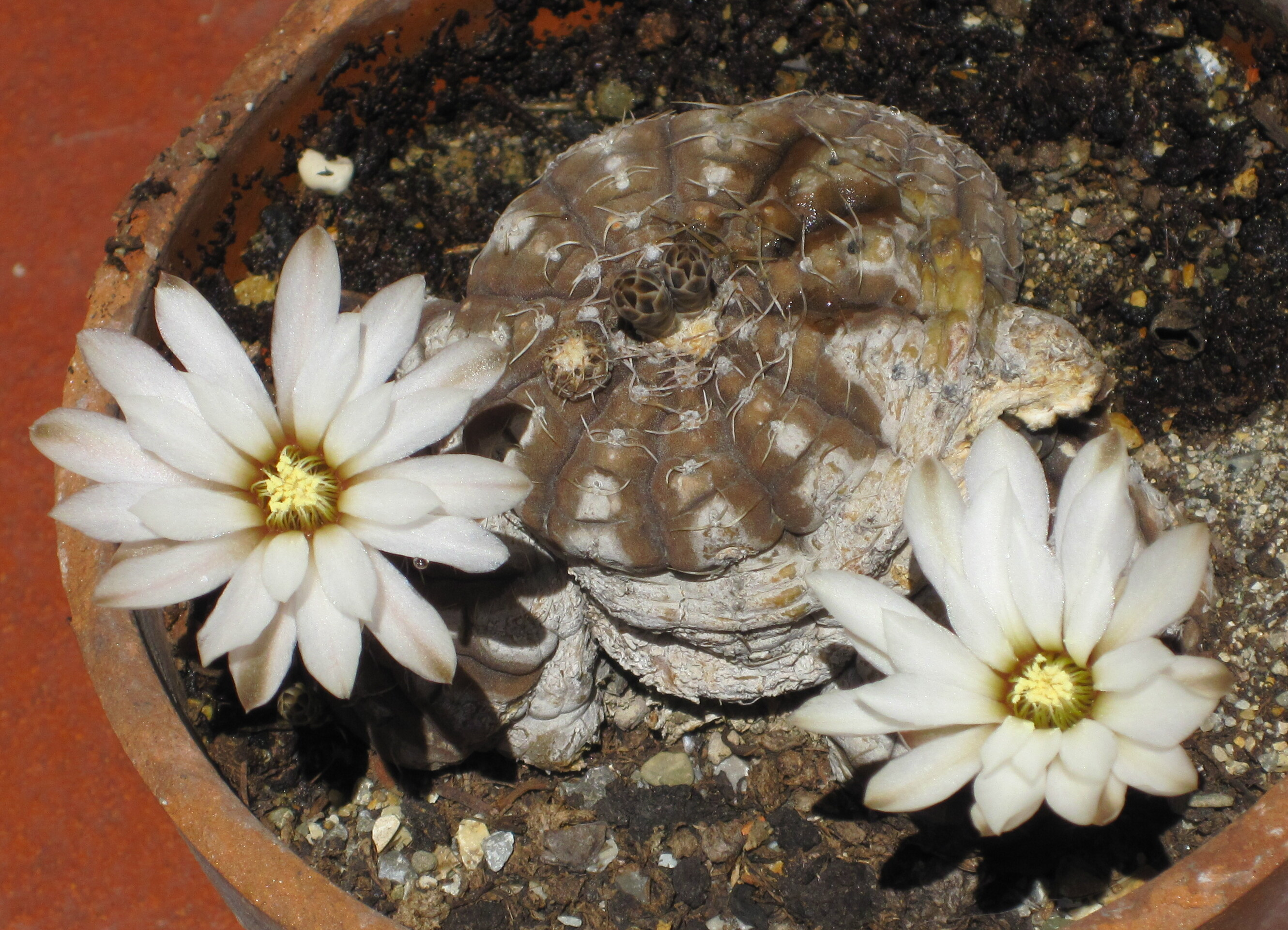
Gymnocalycium ragonesei
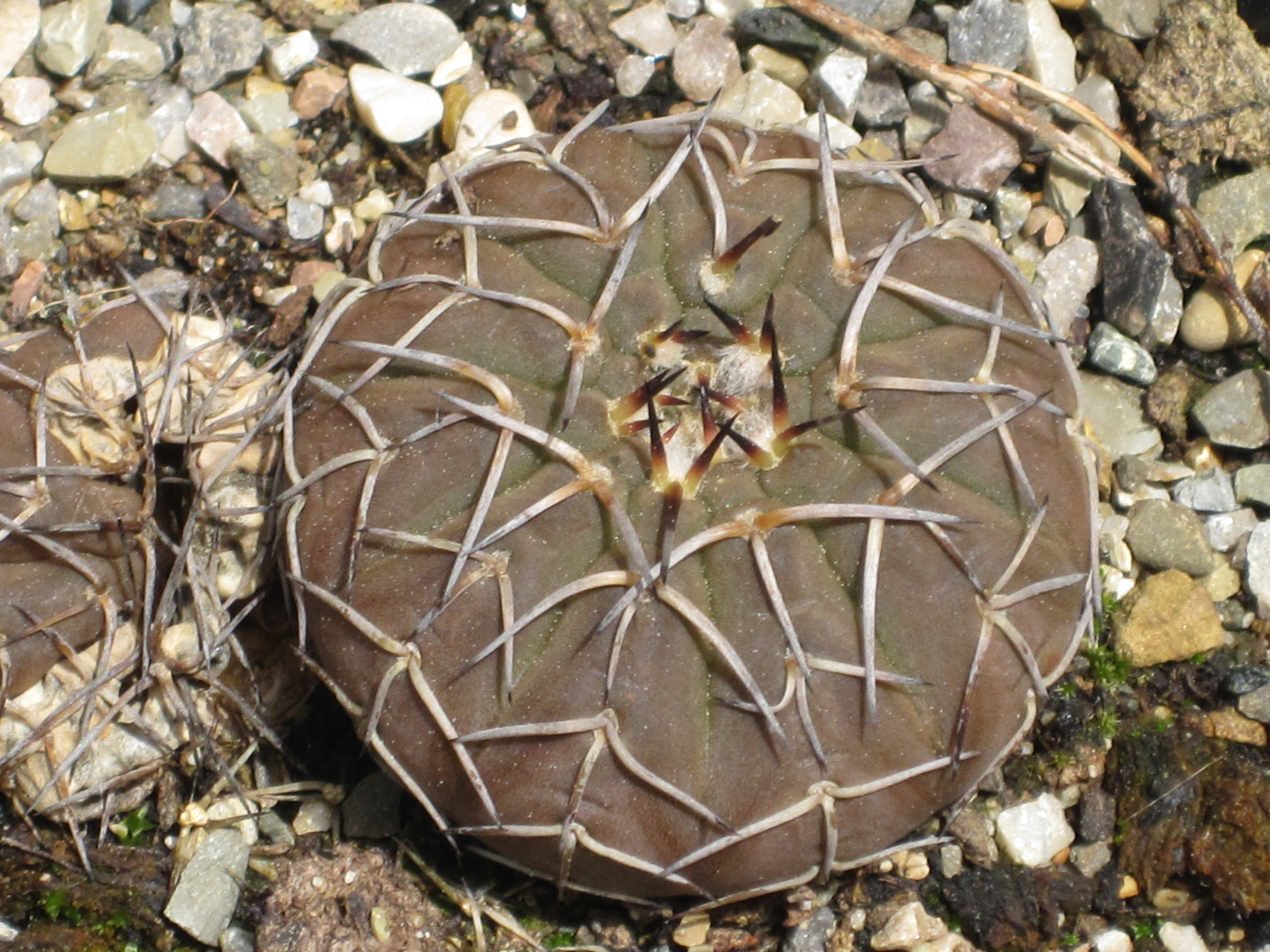
Gymnocalycium stellatum
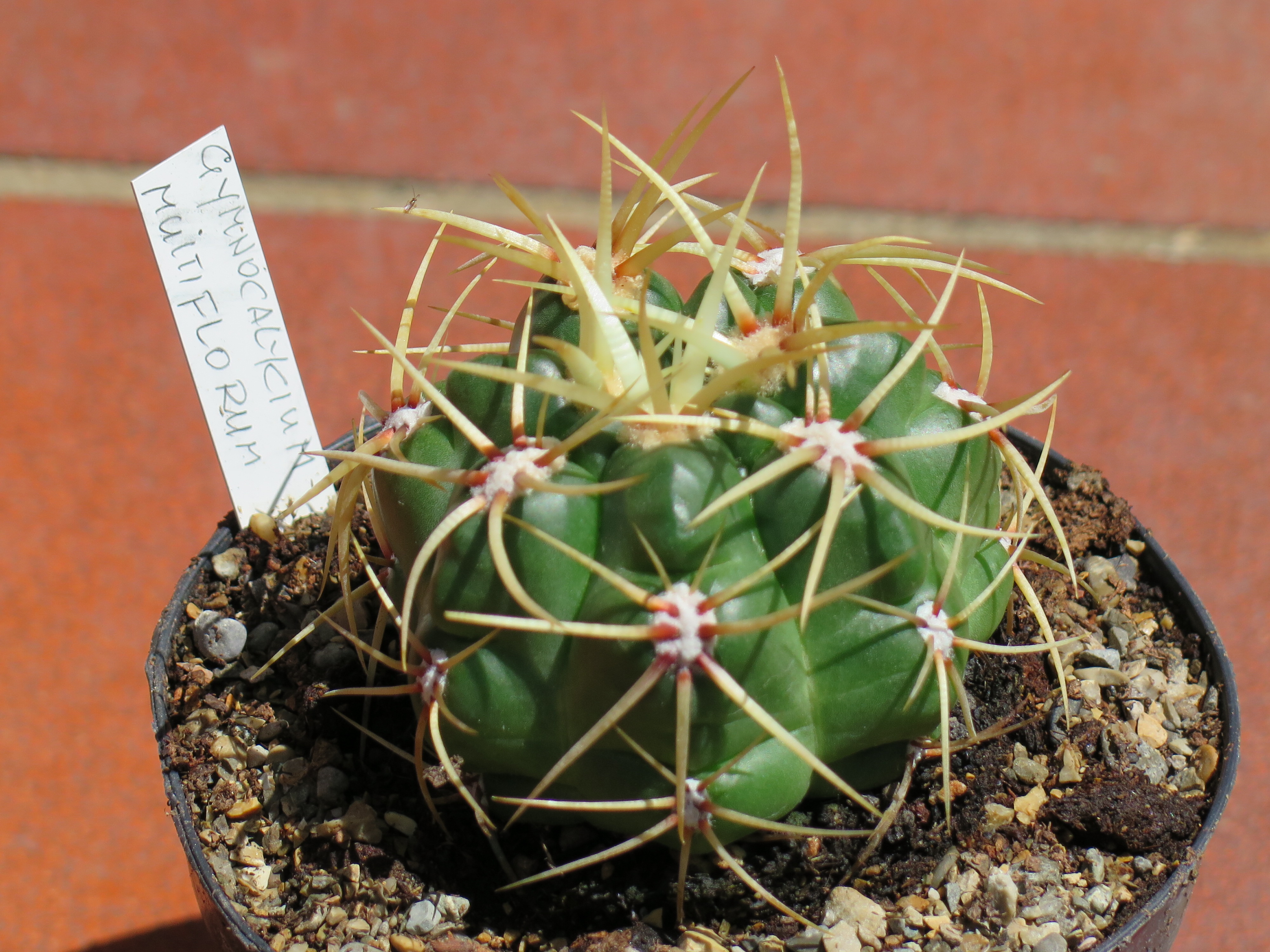
Gymnocalycium monvillei
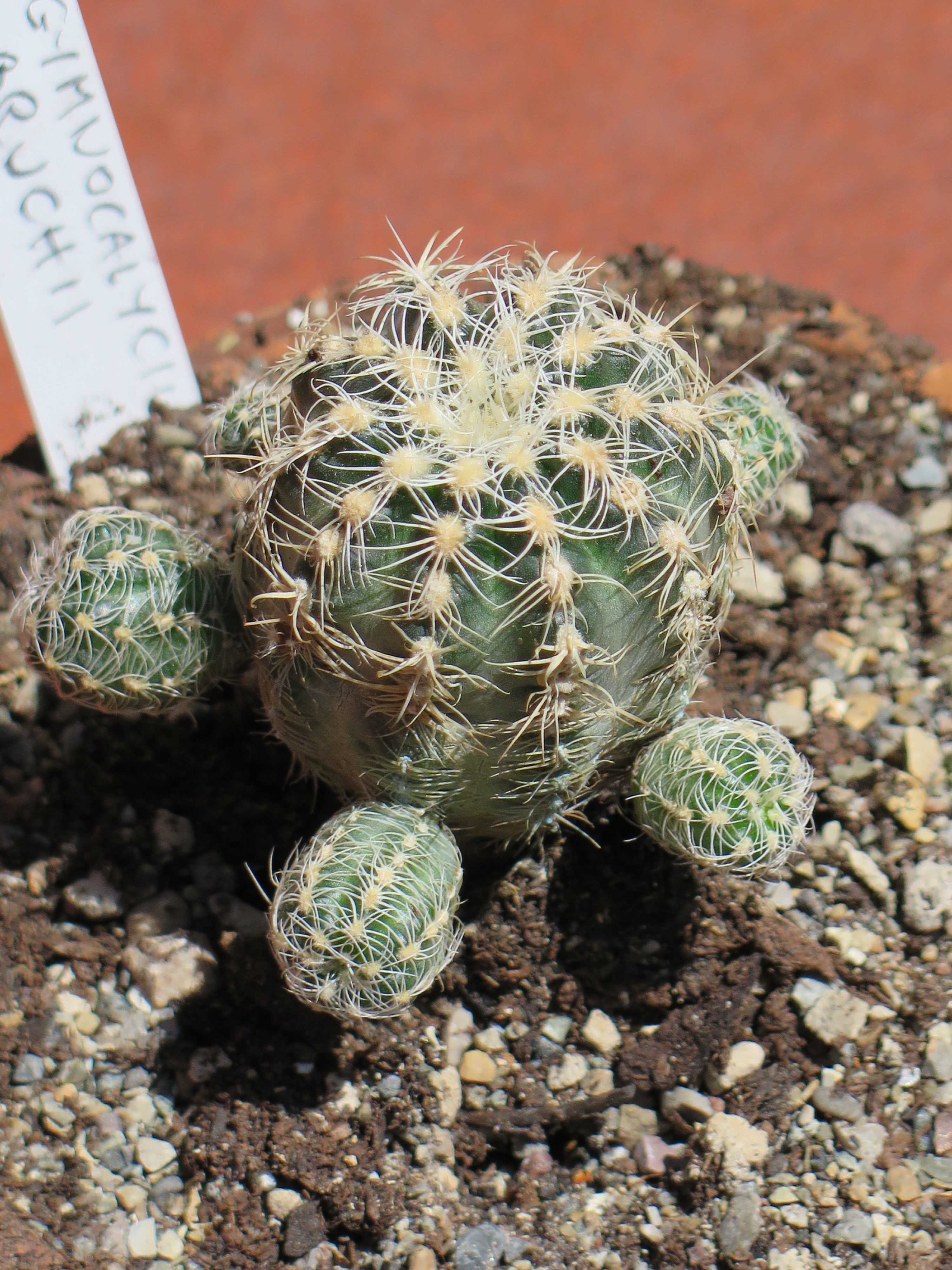
Gymnocalycium bruchii
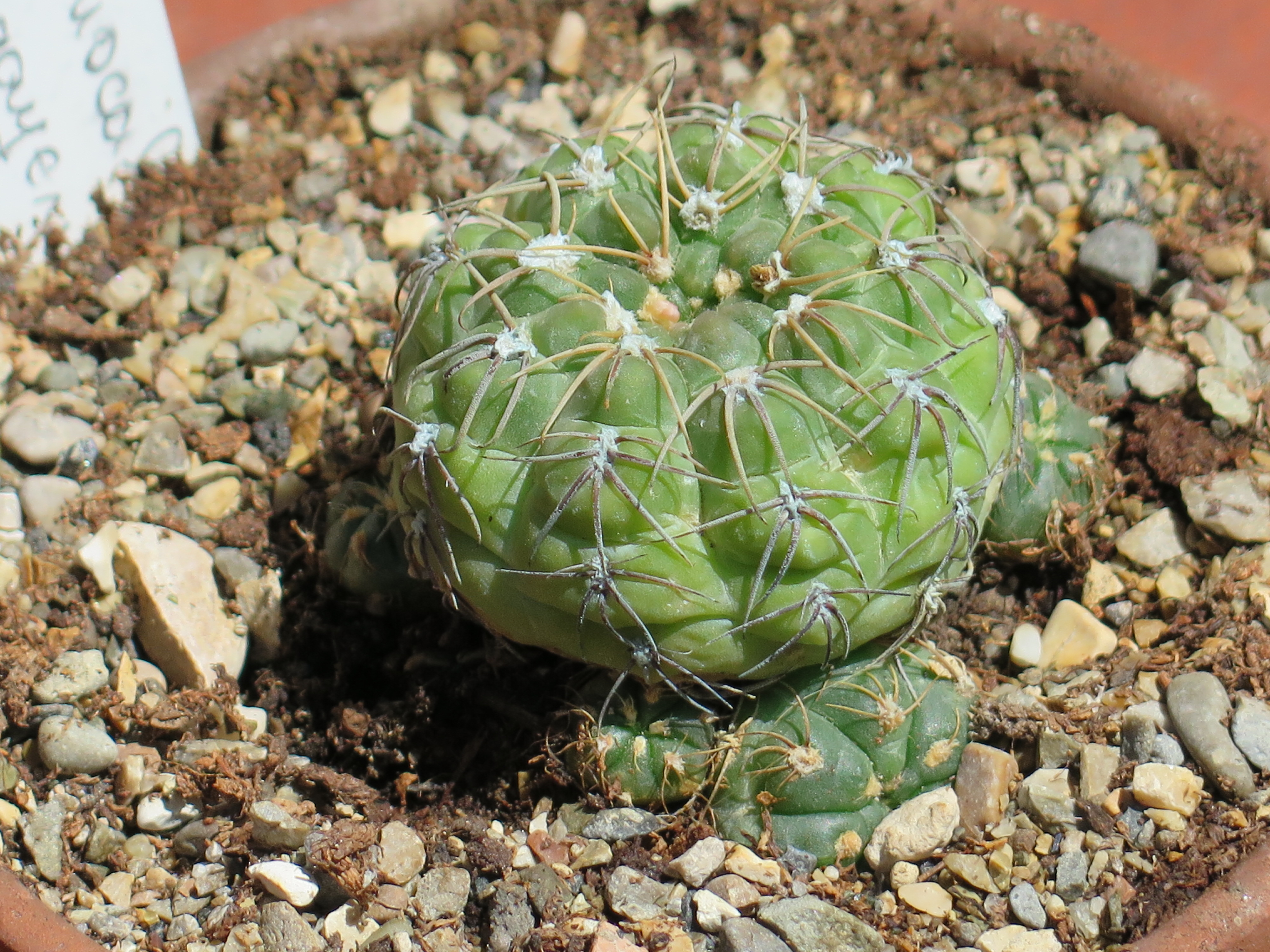
Gymnocalycium uruguayense
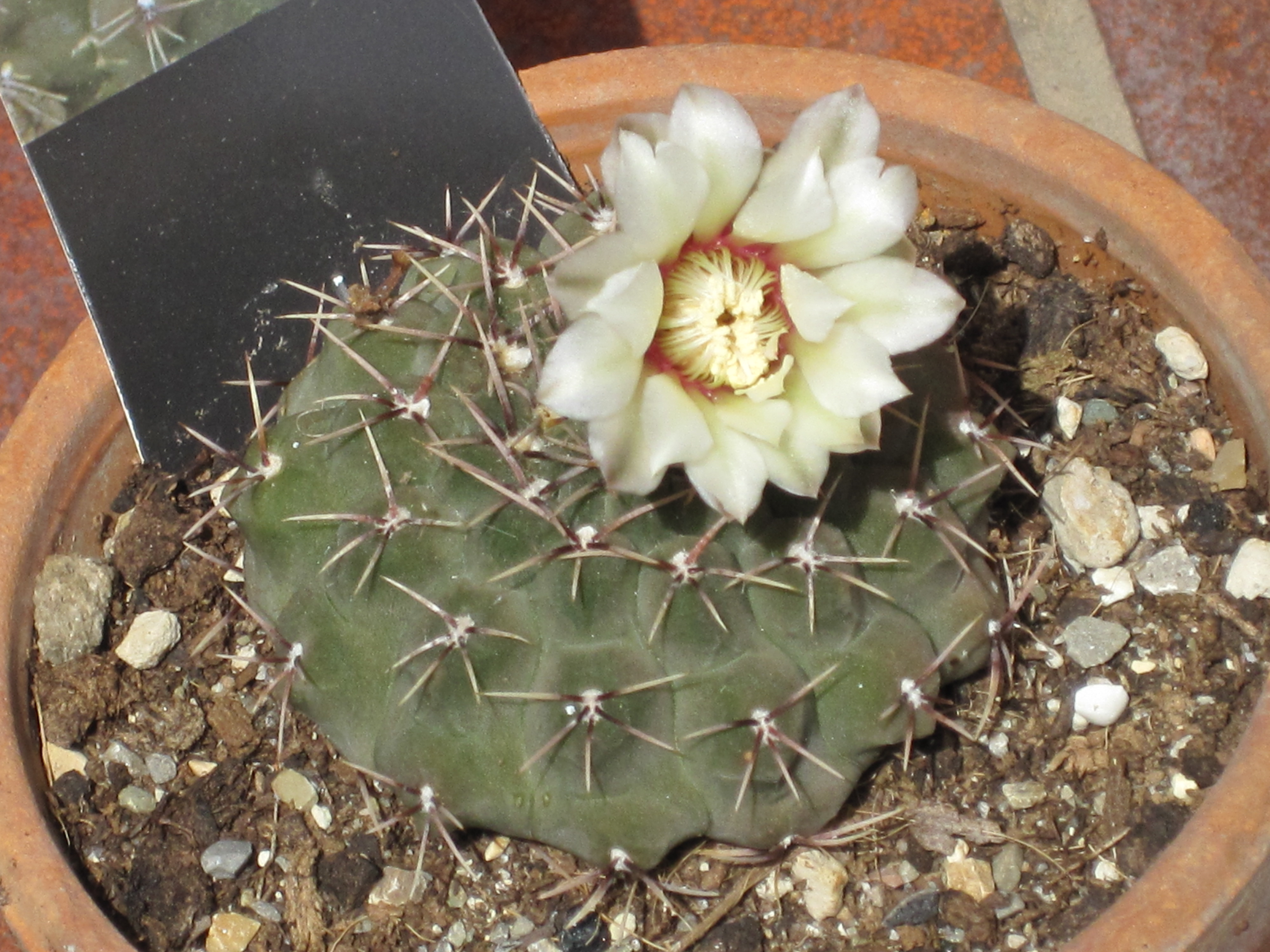
Gymnocalycium quehlianum
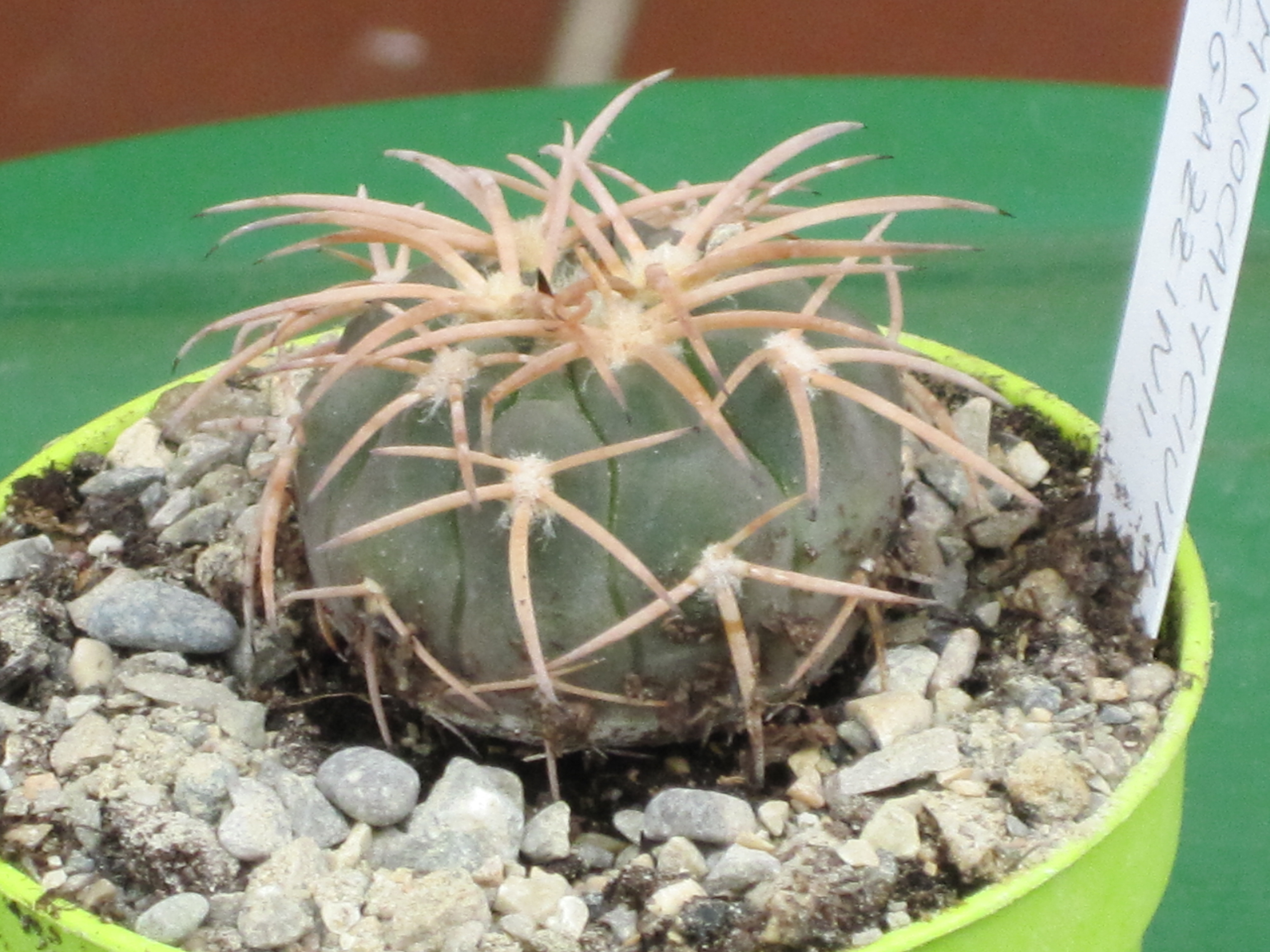
Gymnocalycium spegazzinii
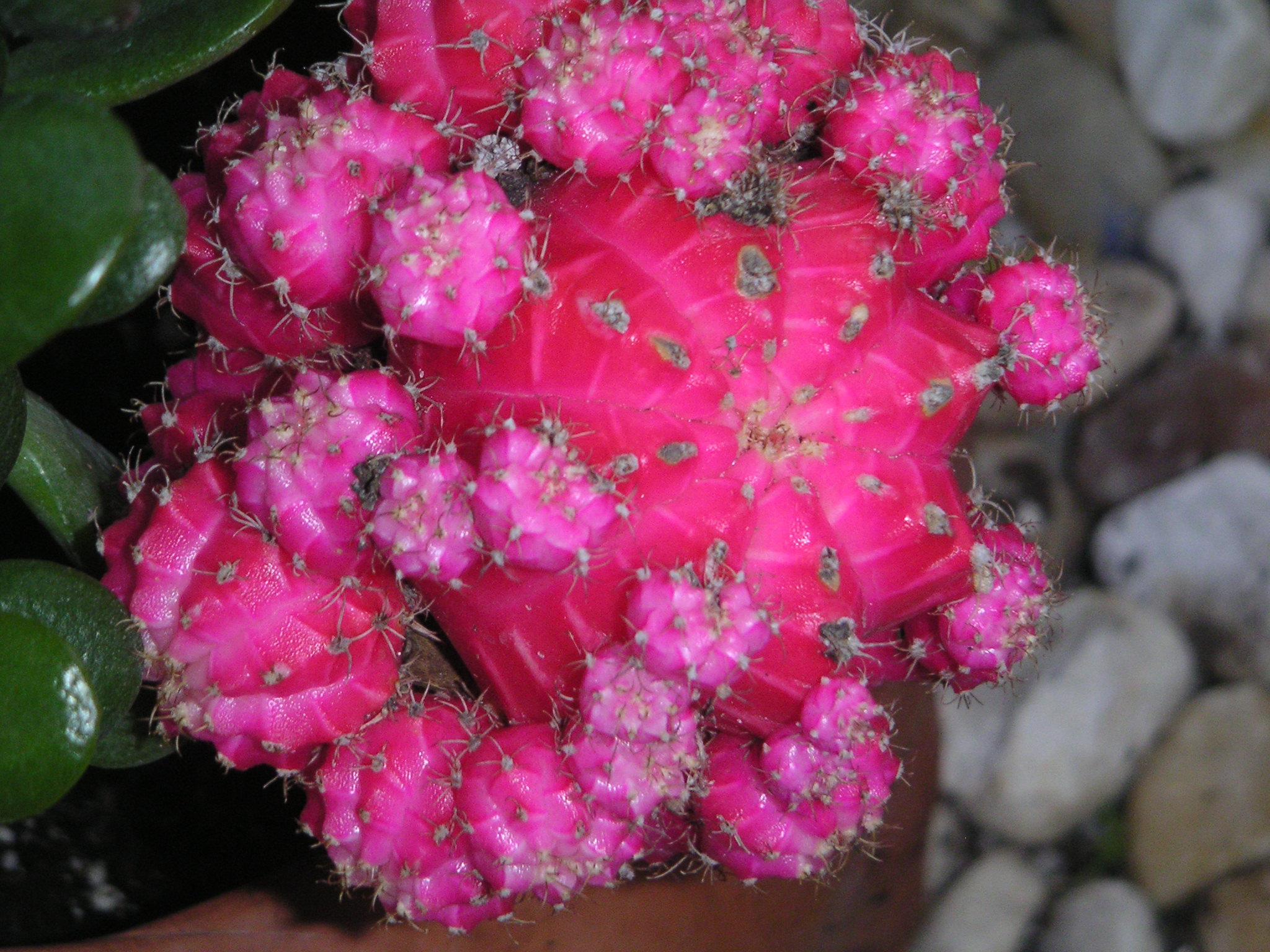
Gymnocalycium mihanovichii